# 羅斯代爾 (馬里蘭州)
羅斯代爾（英語：Rosedale）是位於美國馬里蘭州巴爾的摩縣的一個普查規定居民點。

## 人口
根據2020年美國人口普查的數據，羅斯代爾的面積為18.40平方千米，當中陸地面積為17.78平方千米，而水域面積為0.62平方千米。當地共有人口19961人，而人口密度為每平方千米1,084.84人。